# Nemanja Mladenović
Nemanja Mladenović (Sombor, 4 de janeiro de 1994) é um jogador de andebol sérvio que joga atualmente pelo Sporting Clube de Portugal e pela seleção nacional sérvia.